# Lomela (vattendrag)
Lomela är en flod i Kongo-Kinshasa, som tillsammans med Tshuapa bildar Busira. Den rinner genom provinserna Sankuru och Tshuapa, i den centrala delen av landet, 800 km nordost om huvudstaden Kinshasa. Salonga nationalpark avgränsas mot nordost av floden. Den är segelbar från mynningen till orten Lomela, en sträcka på 566 km.